# Новгородские походы владимирских князей
Новгородские походы владимирских князей — войны между Новгородской республикой, с одной стороны, и Ростово-Суздальским, затем Владимиро-Суздальским и великим Владимирским княжеством, происходившие в XII—XIV веках в форме походов владимирских войск, за редкими исключениями, связанными, прежде всего, с союзными действиями новгородцев и княжеской группировки, на тот момент враждебной суздальским князьям. Первой жертвой этих походов становился пограничный новгородский пригород Торжок, в котором как правило блокировалась поставка зерна из суздальского Ополья в Новгород, не способный самостоятельно обеспечить себя продовольствием. Целями походов было подчинение Новгородской республики княжеской власти либо получение откупа.

## История
После смерти Мстислава Великого (1132) и конфликта его сыновей с младшими Мономаховичами суздальский князь Юрий Долгорукий фактически вышел из подчинения киевскому князю. В 1134 году Мстиславичи в союзе с новгородцами произвели поход против Юрия. Сражение у Жданой горы имело неопределённый исход, но отход новгородцев из суздальской земли фактически означал их поражение. В 1136 году Новгород пригласил князя из лагеря противников киевского, что считается началом республиканского правления в Новгороде. Когда в 1139 году Всеволод Ольгович захватил власть в Киеве, Юрий Долгорукий пытался поднять новгородцев в поход на юг, и для этого даже занял Торжок, но безуспешно.
В 1147 году в начале междоусобицы между Юрием и Изяславом Мстиславичем Юрий разорил окрестности Торжка и Мсту всю, а его союзник Святослав Ольгович — смоленские владения в бассейне р. Протвы. Впоследствии вопрос новгородских даней был существенным пунктом переговоров между Юрием и Изяславом. В 1149 году Изяслав предпринял поход на Суздальщину, не имевший решительных результатов.
В 1170 году, взяв Киев в предыдущем году, Андрей Боголюбский попытался захватить Новгород, где княжил сын изгнанного киевского князя, но его войска были разгромлены.
В 1177 году Всеволод Большое Гнездо победил на Колокше своих племянников, взял в плен и ослепил их, после чего старший из них был принят новгородцами на княжение. Тогда Всеволод разорил Торжок (1178). В 1180 году новгородским князем стал черниговский княжич Владимир Святославич, и тогда же произошёл разрыв у его отца с Всеволодом Большое Гнездо по вопросу влияния в Рязанском княжестве. Святослав привёл войска на Суздальщину, но его войско безуспешно простояло до весенних оттепелей на р.Влене. После его ухода Всеволод вновь взял Торжок (1181), и новгородцы приняли на княжение его представителя.
В 1215 году Ярослав Всеволодович устроил в Торжке продовольственную блокаду Новгорода, за что в конечном счёте младшие Всеволодовичи заплатили разгромом на Липице и потерей владимирского престола (1216).
В 1224 году после отъезда из Новгорода владимирского княжича Всеволода Юрьевича его отец привёл в Торжок войска и адресовал новгородцам знаменитые слова я поил коней своих Тверцою, напою и Волховом. Конфликт закончился вокняжением в Новгороде Михаила Всеволодовича из черниговских Ольговичей, шурина Юрия Всеволодовича. Но в том же году новгородцы потеряли Юрьев в Прибалтике (вспомогательное войско опоздало).
В 1259 году Александр Невский, угрожая новгородцам татарским разорением, провёл перепись в Новгороде для сбора дани.
В 1270 году поход Ярослава Ярославича на Новгород для возвращения стола, потерянного им в результате новгородского мятежа.
В 1271 году Торжок ненадолго захватил Василий Ярославич.
В 1284 году Дмитрий Александрович с союзниками и ордынцами брал Торжок.
В 1304 году тверичи попытались захватить Торжок, но им это не удалось благодаря своевременному выдвижению на помощь новгородского войска. В 1312 году новгородцы откупились от Михаила Ярославича тверского и владимирского, занявшего Торжок и Бежецк, заплатив 1500 руб. В 1314 году новгородское войско во главе с московским представителем пошло на Тверь, но безрезультатно стояло с тверичами по двум берегам Волги. Затем Михаил Ярославич разбил новгородцев и взял откуп 5000 гривен и 12000 гривен в 4 срока. В 1316 году тверские наместники были изгнаны из Новгорода, Михаил встал с войском в 50 верстах от Новгорода, но затем ему пришлось отступить, причём войско понесло большие потери от голода, заблудившись в лесах. После поражения в Бортеневской битве Юрий Данилович московский приводил новгородцев против Михаила, но до сражения дело не дошло.
В 1334 и 1337 годах Торжок захватывался Иваном Калитой.
В 1341 году Семён Гордый выступил против Новгорода. Одним из требований было, чтобы пришли к нему посадник и тысяцкий босы.
Михаил Александрович тверской, получая ярлык на великое княжение владимирское в 1371 и 1374 годах, атаковал соответственно Бежецк и Торжок. 

### После объединения великого Владимирского княжества с Московским
В 1386 году Дмитрий Донской привёл свои войска на расстояние 15 вёрст к Новгороду и взял с него откуп 8000 руб. Сумма соответствовала сумме долга перед Тохтамышем по дани, признанной Дмитрием в 1382 году за два года, прошедшие с поражения Мамая и прихода к власти в Орде Тохтамыша. Долг был признан в обмен на признание Владимира наследственным владением московских князей с обособлением Твери (с Кашином) в независимое великое княжество.
В 1393 году войска Василия Дмитриевича захватили Торжок, Волоколамск, Вологду. В 1397 году Двинская земля подчинилась Москве, но в 1398 году новгородцы взяли Вологду, Устюг, Орлец и вернули Двинскую землю. В конце XIV века земли коми отошли к Москве.